# Jung Jae-kun
Dans ce nom coréen, le nom de famille, Jung, précède le nom personnel.
Jung Jae-kun, (en coréen : 정재근), né le 23 juillet 1969 à Geoje, en Corée du Sud, est un ancien joueur sud-coréen de basket-ball. Il évolue durant sa carrière au poste d'ailier.